# Územní opatství Saint Peter–Muenster
Územní opatství Saint Peter–Muenster bylo opatství římskokatolické církve, nacházející se v Kanadě.

## Historie
Opatství bylo založeno 6. května 1921 bulou Eximia Benedictini papeže Benedikta XV. a to z části území diecéze Prince Albert-Saskatoon.
Dne 14. září 1998 bylo opatství zrušeno a její území bylo včleněno do diecéze Saskatoon.

## Seznam opatů
- Michael Ott, O.S.B. (1921-1926)
- Severinus Giacomo Gertken, O.S.B. (1926-1960)
- Jerome Ferdinand Weber, O.S.B. (1960-1990)
- Peter Wilfred Novecosky, O.S.B. (1990-1998)